# Mihaela Sîrbu
Mihaela Sîrbu (n. 7 august 1971, București, România) este o actriță și regizoare română.

## Biografie
Mihaela Sîrbu a absolvit Secția Germană a Catedrei de Filologie din cadrul Universității București și Secția Actorie – Teatru din cadrul Universității de Artă Teatrală și Cinematografică I.L. Caragiale, aceasta din urmă continuată cu un doctorat în Studii Teatrale.

## Carieră

### În teatru
A fost actriță la Teatrul Evreiesc de Stat din București. În 1996 a pus bazele grupului teatral independent Teatrul fără Frontiere, unde îndeplinește dubla funcție de manager și regizor.
Sîrbu a interpretat numeroase roluri în teatru, fiind atrasă mai ales de dramaturgia contemporană și remarcîndu-se prin rolurile din piesele lui Neil LaBute la Teatrul Act. 

### Cinematografie
A jucat rolul principal feminin în filmele “Tatăl Fantomă” de Lucian Georgescu, alături de Marcel Iureș și “Toată lumea din familia noastră” de Radu Jude, rol pentru care a obținut mai multe premii. În 2016 joacă din nou într-un film film regizat de Radu Jude, în "Aferim!", film care îi aduce un al doilea premiu Gopo.

### Seriale de televiziune
Mihaela Sîrbu a jucat în seriale de televiziune în afara țării. În 2013 a avut un rol în două episoade din serialul "Fluss des Lebens", realizat de studioul german TV ZDF. În 2020 a jucat într-un episod din serialul Netflix "Neortodox".

## Recunoaștere
În 2012 Mihaela Sîrbu a primit premiul Uniunii Cineaștilor din România pentru interpretare feminină pentru rolurile din filmele "Toată lumea din familia noastră" și "Tatăl fantomă". Pentru rolul Otilia din “Toată lumea din familia noastră” regizat de Radu Jude Sîrbu a primit în 2013 Premiul Gopo pentru rol secundar și premiul de interpretare la Festivalul „Entrevues” de la Belfort, Franța. 
În 2014 a fost din nou nominalizată la Premiul Gopo pentru rolul „Magda” din filmul „înd se lasă seara peste București sau Metabolism”, în regia lui Corneliu Porumboiu. Va lua din nou acest premiu în 2016 cu rolul Elenca din filmul Aferim! regizat de Radu Jude.

## Filmografie
- Femeia în roșu (1997)
- Tatăl fantomă (2011)
- Toată lumea din familia noastră (2012)
- O umbră de nor (2013)
- Când se lasă seara peste București sau metabolism (2013)
- Aferim! (2015) — în rolul Elenca a fost premiată cu Premiul Gopo pentru Cea mai bună actriță în rol secundar
- Doar cu buletinul la Paris (2015)

## Legături externe
- Filme cu Mihaela Sîrbu - www.cinemagia.ro